# بخش واندوم
بخش واندوم (به فرانسوی: Arrondissement de Vendôme) یک بخش در فرانسه است که در لوآر-ا-شر واقع شده‌است.